# Pierre Richard Bruny
Pierre Richard Bruny (*Puerto Príncipe, Haití, 6 de abril de 1972) es un exfutbolista haitiano. Se desempeñó en posición de defensa central y su último club fue Don Bosco Football Club de la Liga de fútbol de Haití

## Selección nacional
Fue internacional con la Selección de fútbol de Haití en ochenta y siete ocasiones consiguiendo dos goles. Debutó con el combinado nacional en junio de 1998, en un partido de la Copa del Caribe, contra la Selección de fútbol de las Antillas Neerlandesas. Con la selección conquistó la Copa del Caribe del 2007 tras vencer en la final a Trinidad y Tobago, la anfitriona. Fue nombrado mejor jugador de esta edición de la competición. Además participó en la Copa de Oro de 2002 y 2007, en las que Haití quedó eliminado en la segunda y en la primera fase respectivamente.

## Clubes
| Club          | País              | Temporadas |
| ------------- | ----------------- | ---------- |
| Don Bosco FC  | Haití             | 1992-2000  |
| Joe Public FC | Trinidad y Tobago | 2001-2002  |
| Don Bosco FC  | Haití             | 2003-2011  |

## Palmarés

### Campeonatos nacionales
| Título                                            | Club          | País              | Año  |
| ------------------------------------------------- | ------------- | ----------------- | ---- |
| Torneo apertura de la Liga de fútbol de Haití (1) | Don Bosco FC  | Haití             | 2003 |
| Copa Trinidad y Tobago (1)                        | Joe Public FC | Trinidad y Tobago | 2001 |

### Campeonatos internacionales
| Título              | Club                         | País              | Año  |
| ------------------- | ---------------------------- | ----------------- | ---- |
| Copa del Caribe (1) | Selección de fútbol de Haití | Trinidad y Tobago | 2007 |

### Distinciones individuales
| Distinción                          | Año  |
| ----------------------------------- | ---- |
| Mejor jugador de la Copa del Caribe | 2007 |